# Coleophora polichomriensis
Coleophora polichomriensis is een vlinder uit de familie van de kokermotten (Coleophoridae). De wetenschappelijke naam van de soort is voor het eerst geldig gepubliceerd in 1967 door Toll & Amsel.